# Diecéze Ægeæ
Diecéze Ægeæ je titulární diecéze římskokatolické církve.

## Historie
Antické město Ægeæ, ztotožnitelné s městem Ayas v dnešním Turecku, je starobylé biskupské sídlo nacházející se v římské provincii Kilíkie II. Bylo součástí antiochijského patriarchátu a sufragánnou arcidiecéze Anazarbus.
S tímto městem jsou spojeni např. svatí Kosma a Damián či svatý Zenobius.
Jako zdejší biskupové se v pramenech objevují: ariánský biskup Tarcodimantus, který se roku 325 zúčastnil  prvního nikajského koncilu; Patrophilus, který si dopisovat se svatým Basilem Velikým; biskup neznámého jména, který byl protivníkem svatého Jana Zlatoústého.
Dnes je využívána jako titulární biskupské sídlo; v současnosti nemá svého titulárního biskupa.

## Seznam biskupů
- sv. Zenobius (po roce 285 – před rokem 304)
  - Tarcodimantus (zmíněn roku 325) (ariánský biskup)
- Patrophilus (doba sv. Basila Velikého)
- Neznámý (doba sv. Jana Zlatoústého)
- Eustachius (zmíněn roku 451)
  - Iulius (? – sesazen 518) (ariánský biskup)
- Thomas (zmíněn asi roku 550)
- Pascalius (zmíněn roku 553)

## Seznam titulárních biskupů
Titulární biskupové 18. a 19. století kteří jsou uváděni k diecézi Ægæ mohly patřit k této kilíkijské diecézi a to z důvodu podobnosti jmen a také z důvodu že katolická církev nerozlišovala tyto sídla. 
- Jacques-Victor-Marius Rouchouse, M.E.P. (1916–1946)
- John Joseph Wright (1947–1950)
- Michel-Jules-Joseph-Marie Bernard, C.S.Sp. (1950–1955)
- Francisco de Borja Valenzuela Ríos (1956–1957)
- José Joaquim Ribeiro (1957–1967)